# 戈亚诺特
戈亚诺特是巴西托坎廷斯州的一个市镇。总面积1800.974平方公里，总人口5221人，人口密度2.9人/平方公里。